# Alice in der Wunderland-Bäckerei
Alice in der Wunderland-Bäckerei (Originaltitel Alice’s Wonderland Bakery) ist eine Animationsserie, die seit dem 9. Februar 2022 produziert wird. Sie basiert auf dem abendfüllenden Film Alice im Wunderland von 1951. Die deutsche Erstausstrahlung erfolgte ab dem 9. Januar 2023 im Disney Channel.

## Inhalt
Alice ist eine junge Bäckerin, die im Wunderland lebt. Sie liebt es, ausgefallene Backwerke zu kreieren. Dabei wird sie von ihren Freunden Fergie, Hutie und Rosa stets tatkräftig unterstützt. Die vier erleben so manches Abenteuer gemeinsam und lernen dabei etwas über Freundschaft und Gemeinschaft aber auch über Nahrungsmittel.

## Hauptfiguren
- Alice ist die Urenkelin der ursprünglichen Alice und bewohnt mit ihrer Katze eine Bäckerei. Aufgrund ihres fröhlichen und hilfsbereiten Wesens wird sie von jedem geschätzt und geliebt.
- Dinah ist Alices Katze, die mit ihr in der Bäckerei wohnt.
- Fergie ist ein weißer Hase und Alices bester Freund. Er ist immer für sie da, kann aber hin und wieder etwas ängstlich sein.
- Hutie (im Original Hattie) ist ein junger Hutmacher und ein ziemlicher Freigeist. Aus seinem Hut kann er viele nützliche Gegenstände herausziehen.
- Rosa ist die Herzprinzessin des Wunderlands und Alices beste Freundin. Sie lebt mit ihrer Mutter im Palast.
- Die Herzkönigin ist die Herrscherin des Wunderlands. Sie ist zwar sehr resolut und gibt nur ungern einen Fehler zu, ist aber dennoch sehr gütig und um ihre Untertanen besorgt. Sie ist Lateinamerikanerin und hat eine Katzenallergie.
- Abuelo (spanisch für Großvater) ist der Vater der Herzkönigin. In manchen Folgen erinnert er sich an seine verstorbene Frau, die dann als Abuela (spanisch für Großmutter) bezeichnet wird, und ihre legendären Backrezepte.
- Cookie ist Alices sprechendes Kochbuch, in dem die absonderlichsten magischen Backrezepte aufgeschrieben sind. Sie ist stets zur Stelle, wenn ihre Hilfe gefragt ist.

## Verbindung zum Film
Alice und ihre Freunde sind großteils Nachfahren der Figuren aus dem Originalfilm. Lediglich Herr Knauf, die Tigerkatze und Dodo sind direkt aus dem Film entnommen. Auch die sprechenden Blumen tauchen auf und auch der Nicht-Geburtstag spielt oft eine Rolle. Im Gegensatz zum Film sind einige Kartensoldaten hier weiblich.

## Synchronisation
Synchronfirma war die Iyuno-SDI-Group Germany GmbH, Berlin, Dialogbuch und Dialogregie lagen bei Marie-Luise Schramm.
| Rolle                  | Originalsprecher      | deutsche Stimme   | Gesangsstimme   |
| ---------------------- | --------------------- | ----------------- | --------------- |
| Alice                  | Libby Rue             | Josephine Schmidt | Malina Stark    |
| Dinah                  | Audrey Wasilewski     |                   |                 |
| Fergie                 | Jack Stanton          | Cathlen Gawlich   |                 |
| Hutie                  | CJ Uy                 | Sebastian Fitzner | Luisa Wietzorek |
| Rosa                   | Abigail Estrella      |                   |                 |
| Herzkönigin            | Eden Espinosa         | Anna Carlsson     |                 |
| Cookie                 | Secunda Wood          | Friederike Walke  | Tina Hänsch     |
| Herr Knauf             | Craig Ferguson        |                   |                 |
| Tigerkatze/Grinsekatze | Max Mittelman         | Dirk Bublies      |                 |
| Dodo                   | Rich Sommer           |                   |                 |
| Jabbie                 | Dee Bradley Baker     | Mascha Raykhman   |                 |
| Kartenwächter 1        | Donald Faison         | Rainer Fritzsche  |                 |
| Jay                    | Yuri Lowenthal        | Anni C. Salander  |                 |
| Mutter Rose            | Mandy Gonzalez        | Daniela Hoffmann  |                 |
| Oliver                 | James Monroe Iglehart | Rafael Albert     |                 |
| Kiki                   | Ana Gasteyer          | Heide Domanowski  | Elisabeth Mücke |